# هيلين جورج
هيلين جورج (بالإنجليزية: Helen George)‏ هي ممثلة بريطانية، ولدت في 1984 في المملكة المتحدة.

## أعمال

### أفلام
- (2011) الفرسان الثلاثة

## وصلات خارجية
- هيلين جورج على موقع IMDb (الإنجليزية)
- هيلين جورج على موقع قاعدة بيانات الفيلم (الإنجليزية)